# Peggy Mount
Margaret Rose Mount (Leigh-on-Sea; 2 de mayo de 1915 – Londres; 13 de noviembre de 2001), conocida como Peggy Mount, fue una actriz británica, conocida principalmente por interpretar a esposas dominantes y de lengua viperina.

## Inicios
Su amor a la interpretación se habría iniciado en la sociedad dramática de la capilla metodista a la cual asistía en Essex. Aunque en un principio trabajaba como secretaria, en su tiempo libre tomaba lecciones de un tutor, Phyllis Reader. 
Progresó haciendo teatro aficionado y producciones de época de guerra, interpretando en 1944 su primer papel dramático en Hindle Wakes, en el Hippodrome de Keighley. Posteriormente se unió durante tres años a los Harry Hanson Court Players, trabajando más adelante en el teatro de repertorio de Colchester, Preston, Dundee, Wolverhampton y Liverpool.

## Carrera
Mount llegó a la fama en el ambiente teatral del West End londinense interpretando a la viperina suegra Emma Hornett en Sailor Beware! en 1955. Su debut cinematográfico tuvo lugar un año más tarde, al repetir papel de Emma Hornett en Sailor Beware!
A pesar de esos trabajos, Peggy Mount fue sobre todo conocida por sus actividades televisivas. Su primer papel en el medio fue en The Larkins, en 1958, una producción de Independent Television (ITV) interpretada por David Kossoff y ella misma.
En 1966 trabajó en George and the Dragon, junto con Sid James y John Le Mesurier. Entre 1971 y 1972 fue protagonista de Lollipop Loves Mr. Mole, con Hugh Lloyd y Pat Coombs. Entre 1977 y 1981 trabajó en You're Only Young Twice, con el papel de Flora Petty, actuando en compañía de Pat Coombs.  
Otras de sus películas fueron The Naked Truth, con Terry-Thomas y Peter Sellers, en 1957, y Ladies Who Do, con Harry H. Corbett, Jon Pertwee y Robert Morley, en 1963. También interpretó a Mrs. Bumble en el film de 1968 Oliver.

## Trabajo teatral
Sin embargo, donde más brilló la carrera de Mount fue en el teatro. En 1960 trabajó en el teatro Old Vic de Londres en la obra All Things Bright and Beautiful, junto con Judi Dench. En el West End, en 1970 interpretó a otra tremenda esposa en la pieza de J. B. Priestley When We Are Married. 
En los siguientes cuatro años hizo giras, destacando su papel de Mrs. Malaprop en The Rivals. En Birmingham, en 1977 fue una memorable Mother Courage, y así mismo actuó en las farsas de Ben Travers Plunder y Rookery Nook. 
En la década de 1980 actuó con la Royal Shakespeare Company en Stratford-upon-Avon y en el  Barbican Centre, actuando por última vez en un teatro en 1996, en el Festival de Teatro de Chichester, representando Tío Vania junto con Derek Jacobi y Trevor Eve.

## Últimos años
Mount más adelante actuó en programas televisivos, como The Ray Bradbury Theater (Punishment Without Crime, 1988), Doctor Who, The Tomorrow People e Inspector Morse, y en 1996 fue nombrada oficial de la Orden del Imperio Británico.
En sus últimos años perdió la vista y sufrió varios ictus, viéndose forzada a retirarse de la interpretación. Peggy Mount falleció en Denville Hall, una residencia para actores en Londres en 2001. Nunca se casó.

## Filmografía
- The Embezzler (1954)
- Sailor Beware! (1956)
- Dry Rot (1956)
- The Naked Truth (1957)
- Inn for Trouble (1960)
- Ladies Who Do (Las extrañas mujeres de Pitt Street) (1963)
- One Way Pendulum (1964)
- Hotel Paradiso (1966)
- Finders Keepers (1966)
- Oliver (1968)